# Rirette Maîtrejean
Rirette Maîtrejean, właśc. Anna Henriette Estorges (ur. 14 sierpnia 1887 w Saint-Mexant, zm. 11 czerwca 1968 w Limeil-Brévannes) – francuska myślicielka i działaczka anarchoindywidualistyczna oraz anarchofeministyczna.  

## Życiorys
Jako młoda dziewczyna chciała zostać nauczycielką, ale po śmierci ojca w 1903 porzuciła plany. Odrzuciła też propozycję matki, aby wziąć aranżowane małżeństwo. Z tego powodu uciekła do Paryża, gdzie związała się z grupą anarchistów skupionych wokół postaci Alberta Libertada. Pisała do anarcho-indywidualistycznej gazety L'Anarchie, na łamach której dotykała takich tematów, jak anarchizm feministyczny, czy wolna miłość. Była już matką dwójki dzieci - Maud oraz Chinette - zanim wzięła ślub z Louisem Maîtrejeanem w 1906. Później opuściła swojego męża i związała się z Maurice’em Vandamme.
1909 w Lille spotkała Victora Serge, z którym zawiązała romans. Razem mieszkali w Paryżu, a po śmierci Alberta Libertada zostali redaktorami czasopisma L'Anarchie. W 1911 do Paryża przyjechał Jules Bonnot, który niedługo potem sformował tzw. Gang Bonnota, w skład którego wchodzili miejscowi anarchiści. Serge był zupełnie przeciwny poczynaniom grupy, również Maîtrejean nie angażowała się w jej działalność. Ze względu jednak, że członkowie gangu obracali się w kręgach paryskich anarchistów, Serge oraz Maîtrejean znaleźli się na policyjnej liście potencjalnych współpracowników. 
31 grudnia 1911 policja weszła do siedziby redakcji L'Anarchie. Maîtrejean oraz Serge zaproponowano, aby pomogli w schwytaniu członków Gangu Bannota. Ci jednak odmówili, więc policja aresztowała ich pod zarzutem działalności w grupie przestępczej. Wraz z członkami gangu stanęli przed sądem 3 lutego 1913. Maîtrejean została uniewinniona, jednak Serge usłyszał wyrok 5 lat więzienia. 1915 wzięli ślub w więzieniu, aby otrzymać prawo do częstszych wizyt i korespondencji. 
W późniejszym okresie Maîtrejean zajmowała się drukowaniem wielu anarchistycznych publikacji. W 1919 rozstała się z Sergem, który wyraził swoje poparcie dla bolszewizmu i wyjechał do ZSRR. Związała się potem z Maurice’em Merle, działaczem związkowym. W 1922 wydała swoją książkę La Revue Anarchiste. Z działalności politycznej oficjalnie wycofała się w 1959, kiedy straciła wzrok. 
Zmarła 11 czerwca 1968 w Limeil-Brévannes.

## Wybrane publikacje
- La Revue Anarchiste (1922)